# Xot muntanyenc
El xot muntanyenc  (Otus spilocephalus) és una espècie d'ocell de la família dels estrígids (Strigidae). Habita boscos i selva humida de muntanya des dels turons de l'Himàlaia del nord del Pakistan, nord i est de l'Índia, sud-est de la Xina i muntanyes de Taiwan cap al sud fins al Sud-est Asiàtic, Sumatra i Borneo. El seu estat de conservació es considera de risc mínim.